# Morozoff Ltd.
Morozoff Limited (яп. モロゾフ株式会社 морозофу кабусики гайся) — японская кондитерская компания, головной офис находится в Кобе. Основана в 1931 году русским эмигрантом Федором Дмитриевичем Морозовым.
В 1936 году первой из японских компаний провела рекламную акцию в День святого Валентина, разместив англоязычное объявление в рассчитанном на проживавших в Японии иностранцев издании The Japan Advertiser.

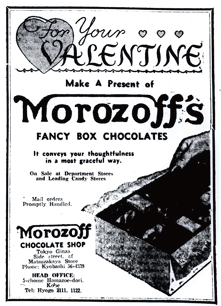
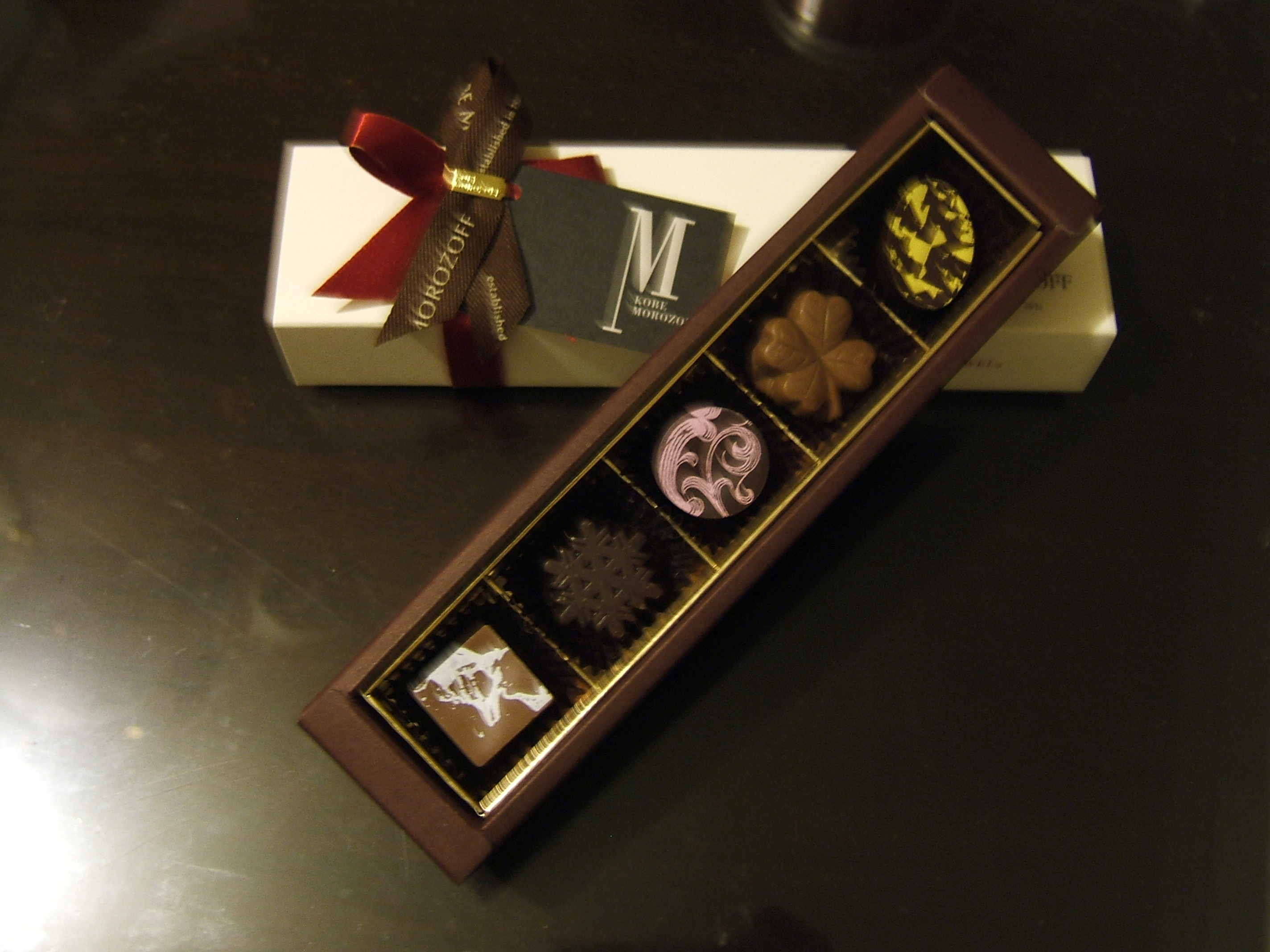